# Jeff Hendrick
Jeff Hendrick (Dublín, 31 de enero de 1992) es un futbolista irlandés que juega en la posición de centrocampista y se encuentra sin equipo tras abandonar el Derby County F. C.

## Selección nacional
Ha sido internacional con la selección de Irlanda, participando en la Eurocopa 2016.

### Participaciones en Eurocopa
| Copa          | Sede    | Resultado        |
| ------------- | ------- | ---------------- |
| Eurocopa 2016 | Francia | Octavos de final |

## Clubes
| Club                               | País       | Año       |
| ---------------------------------- | ---------- | --------- |
| Derby County F. C.                 | Inglaterra | 2010-2016 |
| Burnley F. C.                      | Inglaterra | 2016-2020 |
| Newcastle United F. C.             | Inglaterra | 2020-2024 |
| Queens Park Rangers F. C. (cedido) | Inglaterra | 2022      |
| Reading F. C. (cedido)             | Inglaterra | 2022-2023 |
| Sheffield Wednesday F. C. (cedido) | Inglaterra | 2023-2024 |
| Derby County F. C.                 | Inglaterra | 2025      |